# Ansou Camara
Ansou Camara – gwinejski piłkarz grający na pozycji pomocnika. W swojej karierze rozegrał 2 mecze w reprezentacji Gwinei.

## Kariera klubowa
W swojej karierze piłkarskiej Camara grał w belgijskim RWD Molenbeek.

## Kariera reprezentacyjna
W reprezentacji Gwinei Camara zadebiutował 26 września 1993 roku w przegranym 0:1 meczu eliminacji do MŚ 1994 z Zimbabwe, rozegranym w Harare. W 1994 roku został powołany do kadry na Puchar Narodów Afryki 1994, jednak nie wystąpił w nim ani razu. W kadrze narodowej rozegrał 2 mecze, oba w 1993.